# Wapen van Bornwird

Wapen van Bornwird

Het wapen van Bornwird is het dorpswapen van het Nederlandse dorp Bornwird, in de Friese gemeente Noardeast-Fryslân. Het wapen werd in 1988 geregistreerd.

## Beschrijving
De blazoenering van het wapen luidt als volgt:
Rechtsgeschuind van zilver en azuur, over alles heen een lelie, rechtsgeschuind van keel en azuur.
De heraldische kleuren zijn: zilver (zilver), azuur (blauw) en keel (rood).

## Symboliek
- Schuine tweedeling: evenals de kleurstelling overgenomen van het wapen van Westdongeradeel, de gemeente waar het dorp eertijds tot behoorde.[3]

Fleur de lis: ontleend aan het wapen van het geslacht Van Aylva van Bornwird, een tak van de familie Van Aylva.[3] Dit geslacht bewoonde de Minnoltsmastate in het dorp.[4] De rood-witte kleur van de lelie verwijst naar het wapen van het Sticht Utrecht. In 1374 werd de kapel van Bornwird namelijk overgedragen aan de proost van de Sint-Salvatorkerk te Utrecht.